# ŽNK Split
Ženski nogometni klub Split hrvatski je ženski nogometni klub iz Splita. Trenutačno se natječe u Prvoj hrvatskoj nogometnoj ligi za žene.

## Povijest
Ženski nogometni klub Split osnovan je 21. siječnja 2009. godine. Klub nastavlja tradiciju prvog ženskog nogometnog kuba u Splitu, ŽNK ‘8. mart’ koji je osnovan 1971.
Klub se natječe u Prvenstvu I. HNLŽ u konkurenciji seniorki, te u HNLŽ za mladež u skupini jug. Igračice vježbaju na umjetnoj travi pomoćnog terena RNK Splita.
Sezona 2018./19. najuspješnija je u klupskoj povijesti. Hrvatska udruga Nogometni sindikat dodijelila je nagradu za najbolju nogometašicu 2018./19. nogometašici ŽNK Splita Leonardi Balog. Sezone 2018./19. nogometašice Splita postale su hrvatske prvakinje, prekinuvši 12-godišnju dominaciju nogometašica Osijeka. 9. lipnja igraju s istim klubom završnicu hrvatskog kupa.

## Unutarnje poveznice
- MNK FC Split Tommy (žene)

## Vanjske poveznice
- Službene stranice ŽNK Split  Arhivirana inačica izvorne stranice od 13. kolovoza 2020. (Wayback Machine)
- Profil, HNS Semafor